# انجمن (بازیگر)
انجمن (اردو: انجمن شاہین؛ زادهٔ ۲۴ ژوئیهٔ ۱۹۵۵) هنرپیشه مطرح در دهه ۱۹۸۰ و ۱۹۹۰ میلادی اهل پاکستان است.
از فیلم‌ها یا برنامه‌های تلویزیونی که وی در آن نقش داشته‌است می‌توان به شیر خان اشاره کرد.